# Спорыш птичий
Споры́ш пти́чий, или Горе́ц пти́чий, или гречиха птичья (лат. Polýgonum aviculáre), — однолетнее травянистое растение высотой 10—80 см; полиморфный вид рода спорыш, под общим названием объединяется группа сходных и трудно различимых видов. Народные названия: споры́ш, птичья гречиха, гусиная трава, трава-мурава.
Лекарственное растение, кормовое (для птицы). Молодые листья можно употреблять в пищу в салатах, супах, пюре из листьев.
На хорошо удобренной почве буйно разрастается, образуя сплошной ковёр (называемый в народе «трава-мурава»), подавляя другие растения. Из травы получают красители (из корней — синий).

## Название
Русское название «споры́ш» дано растению за способность быстро, споро восстанавливать повреждённые побеги. В восточно-славянской мифологии Спорыш — символ плодородия.
В Толковом словаре живого великорусского языка В. И. Даля даны и такие определения:
- Спорыш, растен. воробьины-язычки, мурава, Corrigiola littoralis; || растен. Herniaria glabra, остудник, кильник, грыжник, бахромчатая трава; || растен. Perlis portula; || растен. Polygonum, см. брылена.[6]
- Брылена ж. вят. растен. Polygonum Hydropiper, чечина, лягушечная, горчак, бабий горчак, собачий перец, дикая горчица, женская гемороидальная. Род этот (гречишный) у нас обширен: P. arenarium, свинуха; P. aviculare, подорожник, свиная, гусиная трава. гусятник, топтун (растет где топчут), спорыш, свиной буркун; P. Bistorta, сердечная, правильная, черевная трава, макаршина, винный корень, рачки, раковы шейки, горец, горлец, горлянка, сабельник, ужик, пестик, змеевик, ужевник; P. Convolvulus, повилика, березка, повитель; P. lapathifolium, горчак мужской, лягушник; P. persicaria, горчак, почечник, блошная, почечуйная, мужская гемороидальная; P. polymorphum, горчак белый, кислец, башкирская капуста; P. dumetorum, повитель, младенческая; P. Fagopyrum, греча, гречка, гречиха, гречуха, дикуша.[7]

## Ботаническое описание

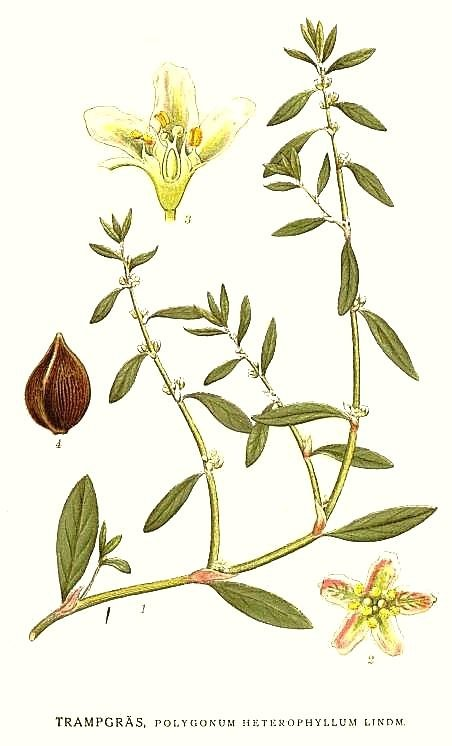

Однолетнее растение. Стебель длиной до 60 см, сильно разветвлённый, прямостоячий, от основания лежачий, реже восходящий или распростёртый. Узлы сильно выражены. После цветения стебли становятся твёрдыми.
Корень толще ветвей, стержневой, маловетвистый.
Листья мелкие, очерёдные, эллиптические или линейно-ланцетные 1,5—5 см длины и 0,4—1,5 см ширины с короткими черешками, цельнокрайные, всегда без точечных желёз, серовато-зелёные. В узлах заметны мелкие беловатые плёнчатые двулопастные раструбы длиной 7—13 мм.
Цветки мелкие, с блёкло-зелёными, по краям розовыми или белыми долями. Пучки цветков по два-пять располагаются в пазухах листьев, пластинки которых значительно длиннее цветков. Трубка околоцветника равна его лопастям. Околоцветник простой, пятичленный, примерно до половины надрезанный, при плодах растрескивающийся, белый или зелёный с розовыми краями. Тычинок 8, пестиков 3. Цветёт с апреля и почти до конца осени, наиболее интенсивно — в июле — августе.
Формула цветка: {\displaystyle \mathrm {\ast \;P^{Co}\;_{(5)}\;A_{8}\;G_{({\underline {3}})}} }.
Плод — почти чёрный или коричневый трёхгранный матовый орешек, почти равный по длине околоцветнику. Плоды созревают в июле — сентябре.

## Распространение и экология
Растёт по вытоптанным полям, пустырям, берегам рек, во дворах, на тропинках, при дорогах, на выгонах, постоянных сухих пастбищах, на валах, на засорённых местах около жилищ и прочем. Вид, тяготеющий к сорным местам. Вынослив к вытаптыванию. Растение-космополит.
Очень неприхотлив, поселяется на любых субстратах, благодаря чему распространён по всем материкам, не встречается только в Арктике и Антарктиде. Растёт в разных условиях увлажнения, обычно на богатых почвах, выносит сильное вытаптывание, приурочен к хорошо освещённым местообитаниям.
В России встречается повсеместно, кроме арктических районов.

## Химический состав
Трава спорыша птичьего содержит флавоноид авикулярин и кверцетин , аскорбиновую кислоту — до 0,9 % на сухую массу, витамины: K, E, каротин, кремниевую кислоту и много её растворимых соединений, смолы, горечь, слизь, жиры, углеводы, дубильные вещества — 0,35 % и следы эфирного масла.

## Значение и применение
Хорошо поедается северным оленем (Rangifer tarandus), крупным рогатым скотом, козами, свиньями, птицей. Хуже всех поедается лошадьми и верблюдами. По питательной ценности близок к бобовым: люцерне, клеверу, доннику. Свежая трава в зелёном виде содержит 4,4 % протеина, 5,3 % клетчатки, 11 % БЭВ. Крахмальный эквивалент 11,9. Сено обладает высокой питательной ценностью, но заготовка затруднена размером и формой вида. Хорошо выносит вытаптывание и отрастает после стравливания.
До середины XX века надземную часть использовали для изготовления красителя для тканей и кож. Всё растение по различным протравам даёт кремовое, ярко-жёлтое, светло-зелёное окрашивание, корни — синее.
Отваром моют голову для лучшего роста волос.

### В медицине
Фармакологические свойства. Препараты растения обладают вяжущими свойствами, вызывают сокращение матки, повышают скорость свертывания крови, обладают противовоспалительным, антимикробным, противогнилостным и мочегонным свойствами, уменьшают кровоточивость слизистых оболочек, умеренно снижают кровяное давление, ускоряют заживление ран, повышают иммунитет, увеличивают выведение из организма натрия и хлора, уменьшают кристаллизацию минеральных солей в мочевыводящих путях. При лечении спорышом у больных туберкулёзом лёгких улучшается аппетит и увеличивается масса тела.
Применяют внутрь:
- при хронических заболеваниях мочевыводящих путей, особенно при сопутствующем нарушении минерального обмена,
- при воспалении слизистой оболочки желудка и кишечника, язвенной болезни желудка и двенадцатиперстной кишки,
- в начальном периоде мочекаменной болезни, а также после удалений камней,
- при заболеваниях печени,
- в комплексном лечении туберкулёза, малярии, при маточных и геморроидальных кровотечениях.

Наружно при различных кожных заболеваниях, а также для лечения ран, язв и ушибов.
Заготовка. Лекарственным сырьём служит трава горца птичьего (лат. Herba Polygoni avicularis). Её собирают в сухую погоду в период цветения почти все лето, срезая на длину 40 см. Не следует заготавливать растение в сильно загрязнённых местах и в местах выпаса скота. Траву отделяют от примесей и укладывают в мешки. Сушат в проветриваемом помещении, на чердаке с хорошей вентиляцией, на открытом воздухе, в тени или в сушилке при температуре +50…+60 °С, переворачивая два—три раза. Сырьё считается сухим, когда стебли становятся ломкими. Хранят в матерчатых или бумажных мешочках три года.
Употребление. Горец птичий широко применяют в различных лекарственных сборах в смеси с другими растениями. При ранениях применяются примочки из напара свежего растения спорыша (успокаивает боль и способствует развитию грануляций).
Противопоказания. Из-за большого содержания кремниевой кислоты растение не рекомендуется при острых заболеваниях почек и мочевого пузыря.

## Классификация

### Таксономия
- Polygonum aviculare L., 1753, Sp. Pl. : 362

Вид Спорыш птичий включается род Спорыш (Polygonum) семейства  Гречишные (Polygonaceae) порядка Гвоздичноцветные (Caryophyllales) последовательно входящего в клады Суперастериды → Эвдикоты → Цветковые растения. Таксономическая схема в соответствии с Системой APG IV  по состоянию на декабрь 2023 года:
|  |                          |  |                                   |                                   |                     |  | еще 40 семейств | еще 40 семейств |                   |  |                         |  | еще 216 подтвержденных видов и 771 вид в статусе "неподтвержденных" | еще 216 подтвержденных видов и 771 вид в статусе "неподтвержденных" |  |
|  |                          |  |                                   |                                   |                     |  | еще 40 семейств | еще 40 семейств |                   |  |                         |  | еще 216 подтвержденных видов и 771 вид в статусе "неподтвержденных" | еще 216 подтвержденных видов и 771 вид в статусе "неподтвержденных" |  |
|  |                          |  |                                   | порядок Гвоздичноцветные          |                     |  |                 |                 | род Спорыш        |  |                         |  |                                                                     |                                                                     |  |
|  |                          |  |                                   | порядок Гвоздичноцветные          |                     |  |                 |                 | род Спорыш        |  | 3 внутривидовых таксона |  |                                                                     |                                                                     |  |
|  | клада Цветковые растения |  |                                   |                                   | семейство Гречишные |  |                 |                 | вид Спорыш птичий |  |                         |  |                                                                     |                                                                     |  |
|  | клада Цветковые растения |  |                                   |                                   |                     |  |                 |                 |                   |  |                         |  |                                                                     |                                                                     |  |
|  |                          |  | ещё 63 порядка цветковых растений | ещё 63 порядка цветковых растений |                     |  |                 | еще 60 родов    | еще 60 родов      |  |                         |  |                                                                     |                                                                     |  |
|  |                          |  |                                   | ещё 63 порядка цветковых растений |                     |  |                 |                 | еще 60 родов      |  |                         |  |                                                                     |                                                                     |  |

### Внутривидовые таксоны
- Polygonum aviculare subsp. buxiforme (Small) Costea & Tardif
- Polygonum aviculare subsp. depressum (Meisn.) Arcang.
- Polygonum aviculare var. fusco-ochreatum (Kom.) A.J.Li

### Синонимы
- Avicularia vulgaris Didrichs.
- Centinodium axillare Friche-Joset & Montandon
- Polygonum aequale subsp. oedocarpum Lindm.
- Polygonum agreste Sumnev.
- Polygonum aphyllum Krock.
- Polygonum araraticum Kom.
- Polygonum aviculare subsp. aviculare
- Polygonum aviculare subsp. heterophyllum (Lindm.) Asch. & Graebn.
- Polygonum aviculare subsp. monspeliense (Thiéb.-Bern. ex Pers.) Arcang.
- Polygonum aviculare subsp. neglectum (Besser) Arcang.
- Polygonum aviculare subsp. rectum Chrtek
- Polygonum aviculare var. angustissimum Meisn.
- Polygonum aviculare var. aviculare
- Polygonum aviculare var. eximium Asch. & Graebn.
- Polygonum aviculare var. heterophyllum (Lindm.) Munshi & Javeid
- Polygonum aviculare var. neglectum (Besser) Rchb.
- Polygonum aviculare var. vegetum Ledeb.
- Polygonum berteroi Phil.
- Polygonum ganderbalense Munshi & Javeid
- Polygonum heterophyllum Lindm.
- Polygonum heterophyllum f. rubescens (Small) Brenckle
- Polygonum heterophyllum var. angustissimum (Meisn.) Lindm.
- Polygonum heterophyllum var. caespitosum Lindm.
- Polygonum heterophyllum var. eximium Lindm.
- Polygonum heterophyllum var. rubescens (Small) R.J.Davis
- Polygonum monspeliense Thiéb.-Bern. ex Pers.
- Polygonum neglectum Besser
- Polygonum procumbens Gilib.
- Polygonum retinerve Vorosch.
- Polygonum rubescens Small
- Polygonum scythicum Klokov
- Polygonum striatum K.Koch
- Polygonum uruguense H.Gross